# Кана Дзонот (Темозон)
Кана Дзонот (шп. Kana Dzonot) насеље је у Мексику у савезној држави Јукатан у општини Темозон. Насеље се налази на надморској висини од 33 м.

## Становништво
Према подацима из 2005. године у насељу је живело 14 становника.

### Хронологија
| Година       | 2000        | 2005 |
| ------------ | ----------- | ---- |
| Становништво | 21 (5 / 16) | 14   |

### Попис
| # | Индикатор                        | Вредност |
| - | -------------------------------- | -------- |
| 1 | Укупно појединачних домаћинстава | 2        |